# Koushaven

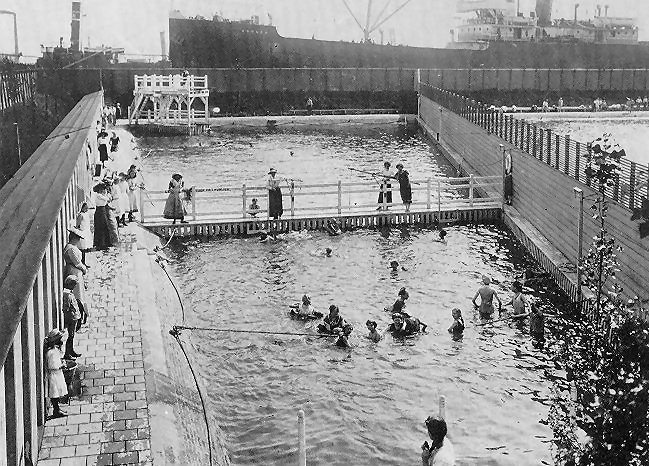
Zwembad De Kous nabij de Koushaven (1913)

De Koushaven, gegraven in 1912 in Nieuw-Mathenesse in Rotterdam-West, was de laatst ontworpen, maar de eerste voltooide haven in het Vierhavensgebied. De haven dankt haar naam aan de Kous, een bevaarbare geul die in vroeger tijden Delfshaven scheidde van de Ruigeplaat, die zich voor de haveningang van Delfshaven in de Nieuwe Maas had gevormd.

## Reden van aanleg
De directe aanleiding voor de aanleg van de Koushaven was een verzoek van de American Petroleum Company, een voorloopster van ExxonMobil, om aan de Middenkous een detailhandelsbedrijf voor haar producten te mogen vestigen. Haar bedoeling was de petroleum van de vestiging aan de Sluisjesdijk met kleine tankscheepjes naar de rechterkant van de rivier te brengen en die vervolgens 'en detail' verder te distribueren. Dat gebeurde tot dan toe aan de Parkkade.
De havenmeester vond “een druk bevaren en veelvuldig door sluizen afgesloten water” als de Middenkous daarvoor niet geschikt. De terreinen rond de nieuw te graven Koushaven werden daarentegen door hem “door de ligging dicht bij de stad […] zeer geschikt voor ondernemingen die zich met den aanvoer en detailverkoop van steenkolen, petroleum en dergelijke artikelen op den rechter Maasoever belasten en daartoe een emplacement onmiddellijk aan het buitenwater noodig hebben” geacht.

## Sport
De voetbalverenigingen Rover, R.F.C. Xerxes en V.O.C., die er voetbalden moesten voor de nieuwe haven het veld ruimen. Daarvoor in de plaats wilde het gemeentebestuur uitbreiding geven aan “de gelegenheid tot zwemmen en baden”. Na de aanleg van de vier havens tussen de gasfabriek in het westen en R.S. Stokvis & Zn Ltd in het oosten, zou tussen de Koushaven en Stokvis aan de Pelgrimskade een geschikt terrein ontstaan ter vervanging van de zweminrichting in de Middenkous. Het nieuwe zwembad kreeg een wateroppervlakte van 1800 m² tegenover de slechts 65 m² die de “gebrekkige” zweminrichting in de Middenkous had. Dit zwembad werd op 15 augustus 1912 geopend.
Het zwembad kreeg aparte gedeeltes voor vrouwen, meisjes, mannen en jongens: dus vier segmenten. Op de foto hiernaast is het oostelijke, meisjes/vrouwensegment te zien. De kijkrichting is naar de rivier, met op de voorgrond het meisjesgedeelte en verderop het vrouwendeel. Rechts is nog een klein gedeelte van het mannensegment te zien.
Op de plek waar anno 2010 een drinkwatertank staat, was oorspronkelijk een voor het publiek toegankelijk rond paviljoen, met begroeiing daar rond omheen, ontworpen.
Het zwembad lag tussen de huidige bebouwing op het nu gedempte deel van de Koushaven en de watertank, de rivier, en de Mayflowerstraat. Tijdens de hongerwinter werden de badhokjes en de schuttingen door de omwonenden gesloopt en opgestookt. Na de oorlog werd het zwembad niet meer herbouwd.

## Woonwijk
In de jaren tachtig is het grootste deel van de Koushaven gedempt voor de aanleg van de woonwijk Schiemond. De Koushaven is nu nog de ligplaats voor bevoorradingsschepen van drinkwater, die hun water betrekken uit de daar aanwezige drinkwatertank. Aan de westkant van de Koushaven staan koel- en vriesloodsen voor de op- en overslag van diep gekoeld citrusfruitsap.